# БАЗИС-35
БАЗИС-35 — это компактный многоканальный промышленный контроллер.
Разработан и выпускается ЗАО «Экоресурс» (г. Воронеж) с 2001 года.
Контроллер предназначен для логической обработки сигналов от различных датчиков, выдачи команд пуска и/или автоматического останова (блокировки), предупреждения оператора о нарушениях световыми и звуковыми сигналами, управления исполнительными механизмами.
Контроллер выпускается как во взрывозащищенном исполнении, так и в исполнении без взрывозащиты.
Взрывозащищенные исполнения имеют маркировку [Exia]IIC.
Контроллер соответствует требованиям «Общих правил взрывобезопасности для взрывопожароопасных химических, нефтехимических и нефтеперерабатывающих производств» и пригоден для использования в системах противоаварийной автоматической защиты (ПАЗ) компрессоров, насосов и другого технологического оборудования в различных областях промышленности.
Данный контроллер входит в группу базовых контроллеров серии БАЗИС.

## Сертификаты и разрешения
Разрешение ФС по экологическому, технологическому и атомному надзору № РРС 00-39281

Сертификаты соответствия требованиям ГОСТ 12.2.007.0-75, ГОСТ Р 51522-99, ГОСТ Р 51330.0-99, ГОСТ Р 51330.10-99

## Исполнения
Контроллер имеет несколько конструктивных исполнений: 
- БАЗИС-35 и БАЗИС-35.У — исполнения для реализации ПАЗ и сигнализации (отличаются количеством собственных входных и выходных каналов, световых панелей и шириной корпуса);
- БАЗИС-35.УК — исполнение для управления исполнительными механизмами.

## Функциональные возможности
Функциональные возможности исполнений контроллера БАЗИС-35 приведены в следующей таблице.
| Наименование функции                                                                                  | БАЗИС-35 | БАЗИС-35.У | БАЗИС-35.УК |
| --- | -------- | ---------- | ----------- |
| Прием сигналов от непосредственно подключенных двухпозиционных датчиков                               | +        | +          | +           |
| Прием сигналов от датчиков различных типов (включая аналоговые) посредством преобразователей БАЗИС-61 | +        | +          | –           |
| Управление непосредственно подключенными исполнительными механизмами                                  | +        | +          | +           |
| Реализация произвольной логики срабатывания выходных каналов                                          | +        | +          | –           |
| Реализация блокировок                                                                                 | +        | +          | –           |
| Управление исполнительными механизмами и средствами сигнализации посредством БАЗИС-62 и БВТ           | +        | +          | –           |
| Визуализация: — монохромный ЖКИ — светодиодные панели — светодиоды                                    | +        | +          | – +         |
| Сигнализация: — световая — звуковая                                                                   | +        | +          | + –         |
| Реализация архива событий                                                                             | +        | +          | +           |
| Конфигурирование: — с лицевой панели — через компьютер                                                | +        | +          | – +         |
| Обмен информацией с устройствами верхнего уровня                                                      | +        | +          | +           |
| Самодиагностика                                                                                       | +        | +          | +           |

## Технические характеристики
Технические характеристики контроллера БАЗИС-35 в различных исполнениях приведены в следующей таблице.
| Наименование характеристики                              | БАЗИС-35    | БАЗИС-35.У  | БАЗИС-35.УК |
| -------------------------------------------------------- | ----------- | ----------- | ----------- |
| Макс. общее кол-во входных каналов                       | 72          | 72          | 36          |
| Макс. кол-во собственных двухпозиционных входных каналов | 48          | 24          | 36          |
| Макс. кол-во входных каналов по шине расширения          | 48          | 48          | —           |
| Макс. общее кол-во выходных каналов                      | 45          | 45          | 6           |
| Макс. кол-во собственных выходных каналов                | 35          | 15          | 6           |
| Макс. кол-во выходных каналов по шине расширения         | 40          | 40          | —           |
| Макс. кол-во событий архива                              | 1000        | 1000        | 500         |
| Индикатор                                                | STN 2,7ʺ    | STN 2,7ʺ    | STN 2,7ʺ    |
| Кол-во светодиодных панелей 20х10 мм                     | 24          | 8           | 12          |
| Кол-во светодиодов                                       | 8           | 8           | 11          |
| Вид монтажа                                              | щит/шкаф    | щит         | щит         |
| Макс. потребляемая мощность, ВА                          | 25          | 12          | 15          |
| Масса, кг                                                | 3           | 2           | 2           |
| Габаритные размеры HxBxL, мм                             | 156х220х230 | 156х130х230 | 156х130х230 |

## Фотографии
- БАЗИС-35 (исп. с широким корпусом, 24 светодиодных элемента)
- БАЗИС-35.У (исп. с узким корпусом, 8 светодиодных элементов)
- БАЗИС-35.УК (исп. Управление исполнительными механизмами)